# Scarecrow Pump
Pour plus de détails, voir Fiche technique et Distribution.
Scarecrow Pump est un film muet américain réalisé par Edwin S. Porter, sorti en 1904.

## Fiche technique
- Titre original : Scarecrow Pump
- Réalisation : Edwin S. Porter
- Production Edison Manufacturing Company
- Pays d'origine : États-Unis
- Format : Noir et blanc
- Genre : Comédie
- Durée : 1 minute 30 secondes
- Date de sortie :  États-Unis : 9 décembre 1904
- Licence : domaine public